# Finlandia en los Juegos Paralímpicos de Roma 1960
Finlandia estuvo representada en los Juegos Paralímpicos de Roma 1960 por tres deportistas masculinos.

## Medallistas
El equipo paralímpico finlandés obtuvo las siguientes medallas:
| Nombre        | Deporte  | Evento                               |
| ------------- | -------- | ------------------------------------ |
| Oro           |          |                                      |
| Tauno Valkama | Natación | 50 m crol completo clase 4 masculino |
| Plata         |          |                                      |
| —             |          |                                      |
| Bronce        |          |                                      |
| —             |          |                                      |